# 霍尔 (澳大利亚首都特区)
霍尔，是位于澳大利亚首都特区堪培拉西北部的一个城镇。其周围是空旷的田野（为单独一区，西北侧即为新南威尔士州），具有乡村面貌。作为一个城镇保留了村庄的特点。2021年人口普查时，该村人口为298人。拥有堪培拉建立之前就已经存在的历史建筑。

## 历史
霍尔城镇区位于恩古纳瓦尔人的传统土地上。
1826年，乔治·帕尔默在金宁德里建立了他的帕尔默维尔庄园，其宅基地位于金宁德拉溪畔，毗邻现今的吉拉朗郊区。该庄园涵盖了现在贝尔科南和冈嘎林南部的大部分地区。它西邻查恩伍德庄园，东邻亚拉伦拉庄园。Ginninderra和Charnwood产的总面积接近20,150英亩（8,150公顷）。
到1861年，位于霍尔以南约3公里处的金宁德拉的威廉·戴维斯拥有的一处地产上设立了商店、邮局、小屋和宅基地。这个定居点被居民称为Ginninderra村。1881年，新南威尔士州政府对该地区进行了勘察，并选择在霍尔斯溪建立一个官方村庄。
新村庄名为Ginninderra，于1882年正式宣布成立，但在当地居民的抗议下，更名为Hall，以纪念该地区第一位土地所有者亨利·霍尔。该村庄按矩形网格规划，首次出售土地于1886年。
1911年，澳大利亚首都直辖区在宪报公布，霍尔位于分配的土地边界内，靠近新南威尔士州的新边界。霍尔曾是“亚斯-堪培拉”区内考虑建设首都的地点之一。然而，查尔斯·斯克里文纳对各个地点进行了调查后，于1909年选择堪培拉作为新国家首都的所在地。
霍尔没有发展，因为与不断发展的堪培拉市相比，它的设施很少。例如，直到1967年才提供城镇用水。1954年，霍尔的主要街道（自1935年起成为州公路系统的一部分）被命名为巴顿公路。
1980年，作为双车道升级的一部分，高速公路路线向西移动，完全绕过霍尔，巴顿高速公路穿过霍尔的前一段更名为维多利亚街。

### 教堂和学校
圣弗朗西斯泽维尔天主教堂位于维多利亚街220号。它是堪培拉地区最古老的教堂之一，于1910年在霍尔天主教社区的帮助下建成。还有英国圣公会教堂、圣米迦勒和众天使教堂。霍尔曾有一所学校，从1911年到2006年；它的一部分现在是学校博物馆，于2005年开放，一部分用作学前班。

## 特色和景点
霍尔村的一些值得注意的特色是：
- 霍尔博物馆和展览馆。展览区举办霍尔市场，这是一个受欢迎的每月慈善市场，展示手工制品。
- 马术公园和马球场地
- 每年在展览馆举办的全国牧羊犬选拔赛
- 霍尔丛林游骑兵橄榄球俱乐部，成立于1991年
- Hall Premier商店和邮局
- 霍尔ACT农村消防队
- 众多历史建筑和小屋，包括Cooee (1900)、Glenowa (1900)、Winarlia (1901) 和Ottocliffe (1907)。
- 圣弗朗西斯泽维尔天主教堂
- 圣米迦勒与众天使圣公会教堂
- 树木纪念大道
- 霍尔学校博物馆和遗产中心，位于前霍尔小学
- 霍尔扶轮社是一家以农村为重点的扶轮社，将首都地区农贸市场作为社区服务项目进行运营，旨在帮助增加该地区的农业商业机会[9]。

## 地质
霍尔地区的岩石是火山岩，其历史可以追溯到志留纪时代。来自霍金斯火山的绿灰色和紫色石英安山岩和英安岩位于村庄下方，一直延伸到霍尔斯溪山谷。来自霍金斯火山的绿灰色英安岩和石英安山岩覆盖了周围地区，直至新南威尔士州边界，北至一树山，东南至哈考特山，南至贝尔科南北边缘。在新南威尔士州边境以及澳大利亚首都领地古罗蒙池塘溪附近也发现了深灰色至绿灰色的英安岩和凝灰岩。